# Judy Guinness
Judy Guinness (n. 14 august 1910, Dublin, Regatul Unit al Marii Britanii și Irlandei – d. 24 octombrie 1952, Matabeleland North, Zimbabwe) a fost o scrimeră britanică, medaliată olimpică. A participat la 2 ediții ale Jocurilor Olimpice (1932, 1936) în care a câștigat o medalie de argint.